# Émile Borel
Émile Borel teljes nevén Félix Edouard Justin Émile Borel (Saint-Affrique, 1871. január 7. – Párizs, 1956. február 3.) francia matematikus, politikus. A matematika számos területén ért el alapvető fontosságú eredményeket, például a sorozatok, a komplex függvények, a differenciálegyenletek és a valószínűségszámítás területén. Tanulmányozta a halmazelméletet.
A Lille-i Egyetemen és az École normale supérieure-ben oktatott. 1909-1941 között a Sorbonne Függvényelméleti Tanszékét igazgatta. 1905-től a Francia Matematikai Társaság elnöke. A második világháború idején tagja volt a francia ellenállásnak.

## Élete
Honoré Borel protestáns lelkész fiaként született 1871-ben, édesanyja, Emilie Teissié-Solier egy helyi gazdag gyapjúkereskedő lánya volt. Középiskolába Montauban-ba járt, ahol nővérénél lakott, majd kiemelkedő képességei miatt ösztöndíjjal Párizsba került a Collège Sainte-Barbe-ba, de órákat hallgatott a Lycée Louis-le-Grand-ban. Szülei és iparos, illetve kereskedő családi barátaik azt szerették volna, hogy Borel az École polytechnique-be felvételizzen, így szerezve jó munkalehetőséget a későbbiekben, de Borel a tudomány iránt volt elkötelezett, és végül apja beleegyezésével a patinás École normale supérieure tanulója lett 1889-ben. Elszántságát erősítette, hogy jóban volt Jean Gaston Darboux fiaival (illetve magával a matematikussal is), akiket a Lycée Louis-le-Grand középiskolában ismert meg. Nagy hatással volt rá Charles Émile Picard is.
1893-ban a Lille-i Egyetemen kapott segédprofesszori állást, 1897-ben az École normale supérieure-ben. 1901-ben vette feleségül Marguerite Appellt (álnevén Camille Marbo), Paul Émile Appell matematikus lányát. 1905-ben a Francia Matematikai Társaság elnökévé nevezték ki. 1909-ben a Sorbonne Függvényelmélet Tanszékét kapta meg, amelyet kifejezetten neki alapítottak, ezt az állást 1941-ig megtartotta.
1914-től önkéntesként az első világháborúban egy tüzérüteget irányított. A háború nagyon megviselte, fogadott fia és sok tanítványa odaveszett a háborúban, vagy súlyosan megsérült, végül az École normale supérieure-ben betöltött vezető állásáról is lemondott 1920-ban. 1921-ben a Francia Természettudományi Akadémia tagja lett, 1933-ban megválasztották az intézmény alelnökének, 1934-től pedig az elnökének. Részt vett az Institut de Statistique de l'Université de Paris statisztikai intézet 1922-es, illetve az Institut Henri Poincaré 1928-as megalapításában, utóbbiban a Rockefeller és a Rothschild család támogatta anyagilag.
Aktívan politizált az 1920-as–1940-es években, leginkább radikális szocialista nézeteket vallott. 1924 és 1936 között tagja volt a Francia Képviselőháznak szűkebb pátriája, Aveyron megye képviseletében. 1925-ben fél évig tengerészeti ügyekért felelős miniszterként tevékenykedett. A második világháború alatt részt vett a francia ellenállásban, 1941-ben egy hónapra a Fresnes börtönben tartották fogva. A háború után Francia Becsületrenddel tüntették ki. 1948-ban az UNESCO Tudományos Bizottságát vezette.

## Munkássága
René-Louis Baire-rel és Henri Lebesgue-gel egyetemben a mértékelmélet, illetve annak a valószínűségelmélet terén történő alkalmazásának úttörője, a két tudós mellett a modern valós függvénytan egyik megalapozója. Habár előtte is definiálták már divergens számsorok összegét, ő dolgozta ki az első szisztematikus módszert ezek tanulmányozására 1899-ben.
1913 és 1914 között összekapcsolta a hiperbolikus geometriát és a speciális relativitás elméletét.
1921 és 1927 között a játékelmélet területén ért el eredményeket, több írása jelent meg ebben a témában, a bridzs kártyajáték tanulmányozásával is foglalkozott. Nevéhez fűződik az a gondolatkísérlet, ami az angol nyelvben Végtelen Majom Tétel néven vonult be a köztudatba: ültessünk egy képzeletbeli örökéletű majmot egy olyan írógép elé, amelyből sohasem fogy ki a szalag és a papír. Ha a majom véletlenszerűen üti le a billentyűket, akkor egészen biztosak lehetünk benne, hogy egyszer (sőt, végtelen sokszor!) megjelenik Shakespeare összes műve a papírokon.

## Emlékezete
Egy krátert róla neveztek el a Holdon.

## Magyarul megjelent művei
- Paul Painlevé–Émile Borel–Charles Maurain: Az aviatika; ford. Erdős Lajos; Athenaeum, Bp., 1925 k. (Természet és technika)